# Sofia Skönnbrink
Sofia Nina Georgine Skönnbrink, född Andersson 16 oktober 1991 i Järnskogs församling i Värmlands län, är en svensk politiker (socialdemokrat). Hon är ordinarie riksdagsledamot sedan 2022, invald för Värmlands läns valkrets.
I riksdagen är hon suppleant i miljö- och jordbruksutskottet.